# Autophila roseata
Autophila roseata là một loài bướm đêm trong họ Erebidae.